# ココ・ブカ
ココ・ブカ（モンゴル語: Kökö Buqa、生没年不詳）は、モンゴル帝国に仕えた将軍の一人で、タタル部の出身。漢字表記は『元史』では闊闊不花(kuòkuòbùhuā)と表記される。

## 概要
ココ・ブカはアルタン・タタルの出身で、膂力に優れ騎射を能くしたという。どのような経緯を経てモンゴル帝国に仕えるようになったかは不明であるが、チンギス・カンに取り立てられて金朝との戦いに起用されるようになる。なお、『元朝秘史』功臣表で46位に列せられるココ（闊闊）と同一人物であるとする説もあるが、名前の類似以外に両者を同一人物とする根拠に乏しく、事実か疑問視されている。
チンギス・カンは金朝領の各地で金軍を破り、掠奪をはたらき、モンゴル帝国に有利な形で講和を結んで一度引き上げたが、金朝方面に駐屯するモンゴル軍の指揮権は「四駿」の一人のムカリに委ねられた。ムカリの配下にはコンギラト部・イキレス部・マングト部・ウルウト部ら帝国左翼の有力部族と漢人・契丹人・女真人ら現地徴発兵が集められ、この軍勢の「先鋒」として抜擢されたのがアルチャル、ボロト、セウニデイ、ブルガイ・バアトル、そしてココ・ブカら「五部将」であった。
ココ・ブカは殺戮を好まず、自らの威信によって金の領民を威服させることを欲したため、ココ・ブカが訪れた地は残さずモンゴル帝国に降ったという。ココ・ブカは特に山東方面に侵攻し、浜州・棣州を平定し400名余りの捕虜を得たが、姓名の記録のみを行ってそれぞれ郷里に帰らせた。また、益都を攻略した時には獲得した財宝・馬畜を全て士卒に分け与えている。
チンギス・カンが亡くなりオゴデイが第2代皇帝として即位すると、即位後最初の大事業として金朝の完全征服が始められた。1232年、ココ・ブカはオゴデイとともに黄河を渡り、開封・帰徳を攻め、更に淮河を渡って寿州を攻囲した。寿州の守将は降伏しようとしなかったため、ココ・ブカは降伏を勧める書状を矢で城に飛ばし、これを読んだ城民は金の公主（哀宗の叔母であった）を奉じて降伏した。益都に入ったココ・ブカは配下の軍勢に厳しく掠奪を禁じたため、城中は安定したという。
金朝の滅亡後、1236年には旧金朝領の諸王・功臣への分割（丙申年分撥）が行われ、この時ココ・ブカは自らが征服した益都・済南方面に駐屯するよう命じられた。また、ココ・ブカ自身も益都に600戸を与えられ、この投下領は代々ココ・ブカの家系に継承された。この後、間もなくココ・ブカは亡くなった。
ココ・ブカの息子の黄頭は父の地位を継承してタンマチ軍を率い、バヤンを総司令とする南宋遠征に従軍したが、途上で亡くなった。その息子の東哥馬は黄頭の地位を継承し、右都威衛千戸とされた。

## タンマチ「五部将」
- アルチャル
- ボロト
- セウニデイ
- ブルガイ・バアトル
- ココ・ブカ

※ブルガイ・バアトルは後にケレイテイと交替する。